# Bleekeria viridianguilla
Bleekeria viridianguilla är en fiskart som först beskrevs av Fowler, 1931.  Bleekeria viridianguilla ingår i släktet Bleekeria och familjen tobisfiskar. Inga underarter finns listade.